# High Violet
High Violet es el quinto álbum de estudio de The National, lanzado el 10 de mayo de 2010 en Europa y el 11 de mayo en Norteámerica por el sello discográfico 4AD. La propia banda se encargó de la producción del disco junto con Peter Katis, con quien habían trabajado anteriormente (en los discos Alligator y Boxer), en su estudio en Brooklyn, Nueva York, y en el de Katis (Tarquin Studios) de Bridgeport, Connecticut.
Una versión extendida de “High Violet” fue lanzada por 4AD el 22 de noviembre de 2010. La reedición contiene las once canciones originales más un disco extra con dos canciones nuevas, versiones alternativas de las canciones originales, versiones en directo y caras B.

## Lista de canciones
| Standard edition |                            |                                      |          |  |
| N.º              | Título                     | Escritor(es)                         | Duración |  |
| 1.               | «Terrible Love»            | Matt Berninger, Aaron Dessner        | 4:39     |  |
| 2.               | «Sorrow»                   | Berninger, A. Dessner                | 3:25     |  |
| 3.               | «Anyone's Ghost»           | Berninger, Bryce Dessner             | 2:54     |  |
| 4.               | «Little Faith»             | Berninger, Carin Besser, A. Dessner  | 4:36     |  |
| 5.               | «Afraid of Everyone»       | Berninger, A. Dessner                | 4:19     |  |
| 6.               | «Bloodbuzz Ohio»           | Berninger, A. Dessner, Padma Newsome | 4:36     |  |
| 7.               | «Lemonworld»               | Berninger, B. Dessner                | 3:23     |  |
| 8.               | «Runaway»                  | Berninger, A. Dessner                | 5:33     |  |
| 9.               | «Conversation 16»          | Berninger, Carin Besser, A. Dessner  | 4:18     |  |
| 10.              | «England»                  | Berninger, A. Dessner                | 5:40     |  |
| 11.              | «Vanderlyle Crybaby Geeks» | Berninger, Carin Besser, A. Dessner  | 4:12     |  |

| Japanese edition bonus tracks |              |                       |          |  |
| N.º                           | Título       | Escritor(es)          | Duración |  |
| 12.                           | «Walk Off»   | Berninger, A. Dessner | 2:40     |  |
| 13.                           | «Sin-Eaters» | Berninger, A. Dessner | 3:40     |  |

| Expanded edition bonus disc |                                                      |                                      |          |  |
| N.º                         | Título                                               | Escritor(es)                         | Duración |  |
| 1.                          | «Terrible Love» (Alternate Version)                  | Berninger, A. Dessner                | 4:18     |  |
| 2.                          | «Wake Up Your Saints»                                | Berninger, A. Dessner                | 4:14     |  |
| 3.                          | «You Were a Kindness»                                | Berninger, A. Dessner                | 4:25     |  |
| 4.                          | «Walk Off»                                           | Berninger, A. Dessner                | 2:40     |  |
| 5.                          | «Sin-Eaters»                                         | Berninger, A. Dessner                | 3:39     |  |
| 6.                          | «Bloodbuzz Ohio» (Live on The Current)               | Berninger, A. Dessner, Padma Newsome | 3:53     |  |
| 7.                          | «Anyone's Ghost» (Live at Brooklyn Academy of Music) | Berninger, B. Dessner                | 2:58     |  |
| 8.                          | «England» (Live at Brooklyn Academy of Music)        | Berninger, A. Dessner                | 5:27     |  |

## Sencillos
- "Bloodbuzz Ohio" (3 de mayo de 2010)
  - 4AD (AD 3X22), 7" vinyl and digital download

  1. "Bloodbuzz Ohio" – 4:36
  2. "Sin-Eaters" – 3:40
- "Anyone's Ghost" (28 de junio de 2010)
  - 4AD, digital download[15]

  1. "Anyone's Ghost" – 2:54
- "Terrible Love" (22 de noviembre de 2010)
  - 4AD (AD 3X50), violet-coloured 7" vinyl and digital download

  1. "Terrible Love" (Alternate Version) – 4:18
  2. "You Were a Kindness" – 4:25

## Posición en listas de éxitos
| Listas (2010)                 | Posición más alta |
| ----------------------------- | ----------------- |
| Australian ARIA Albums Chart  | 29                |
| Austrian Albums Chart         | 20                |
| Belgian Flanders Albums Chart | 3                 |
| Belgian Wallonia Albums Chart | 32                |
| Canadian Albums Chart         | 2                 |
| Danish Albums Chart           | 2                 |
| Dutch Albums Chart            | 23                |
| Finnish Albums Chart          | 9                 |
| German Albums Chart           | 10                |
| Greek Albums Chart            | 4                 |
| Irish Albums Chart            | 3                 |
| New Zealand Albums Chart      | 5                 |
| Norwegian Albums Chart        | 12                |
| Spanish Albums Chart          | 78                |
| Swedish Albums Chart          | 5                 |
| Swiss Albums Chart            | 14                |
| UK Albums Chart               | 5                 |
| US Billboard 200              | 3                 |